# Engpasskonzentrierte Strategie
Die Bezeichnung Engpasskonzentrierte Strategie (EKS) wird für Lehrgangswerke verwendet, welche die Formulierung persönlicher oder geschäftlicher Strategien unterstützen. Die Engpasskonzentrierte Strategie wurde von Wolfgang Mewes 1970 begründet. Das Fernlehrwerk wurde von 1971 bis 1989 unter der Bezeichnung Kybernetische Managementlehre (EKS) herausgegeben. Ebenso werden die Bezeichnungen Energo-Kybernetische Strategie und Evolutionskonforme Strategie verwendet. Sie bezeichnen alle dieselbe Strategie, kennzeichnen aber einen leicht veränderten Schwerpunkt des Betrachters.

## Entstehung
Die Entstehung der Themen der Fernlehrgänge von Mewes hat ihren entscheidenden Impuls aus der Bilanzbuchhaltung, Kostenrechnung und Betriebswirtschaftslehre bekommen. Sie basiert auf der Einsicht, dass nicht die Kosten- und Ertragsverhältnisse, sondern die jeweiligen Macht- und Abhängigkeitsverhältnisse für die Entwicklung von Menschen und Unternehmen entscheidend seien. In der klassischen Betriebswirtschaftslehre wurde der Einfluss von Macht 1976 zuerst veröffentlicht und u. a. unter dem Namen „Principal-Agent-Theorie“ diskutiert. Neben den dokumentierten praktischen Karriere- und Unternehmenserfolgen gründet die wissenschaftliche Absicherung der EKS auf Erkenntnissen insbesondere der Evolutionslehre und der Systemwissenschaften. Richard Seeger hat unter der Bezeichnung EKS-PC eine digitale Version der EKS entwickelt.

## Strategie
Die ausschließlich als Fernlehrgänge bzw. Online-Kurse angebotenen EKS-Lehrwerke behandeln neben einer speziellen Strategie-Lehre weitere systemwissenschaftliche und betriebswirtschaftliche Themen, wie z. B. Evolutionslehre, kybernetisches Management, Marketing, Rechnungswesen, Organisation, Personalführung usw.
Strategie bedeutet nach Mewes nicht – wie üblich – langfristige Erfolgsplanung, sondern die Art und Weise, seine und verbündete Kräfte optimal zum Nutzen seiner Zielgruppe einzusetzen (vgl. auch preußische „schiefe Schlachtordnung“). Über den Zielgruppennutzen wird der eigene Gewinn optimiert. Die von Mewes postulierten Wirkungsmechanismen der EKS führen zu überproportionalen Ergebnissen. Die Lehrgangsmodule zielen darauf ab, dass sich Unternehmen, Personen, Regionen und Kommunen entsprechend ihrer Ressourcen spezialisieren, um in der Marktnische ihren Erfolg zu erhöhen.

## Engpassanalyse
Die Engpassanalyse ist integraler Bestandteil der EKS-Strategie, die anfänglich von Mewes 'Evolutions-konforme Strategie' genannt wurde, wobei er sich auf das Minimumgesetz für das Pflanzenwachstum bezog. Das Wachstum von Pflanzen wird durch den Minimumfaktor (die im Verhältnis knappste Ressource) eingeschränkt. Wird dieser Minimumfaktor (beispielsweise Nährstoffe) beschafft, entwickelt sich die Pflanze ohne Einschränkung weiter. Mewes behauptet, dass dieses Prinzip für alle vernetzten Systeme gilt, also auch für Wirtschaftsunternehmen. Sowohl das Wachstum von Pflanzen als auch von Betrieben könne durch die Zuführung des jeweiligen Minimumfaktors gefördert werden.
Mewes beschreibt den Minimumfaktor für wirtschaftliche Einheiten meist als Engpass, der für eine bessere Entwicklung analysiert und überwunden werden muss. Der zentrale Engpass ist nach Mewes der von einer engumrissenen Zielgruppe mit gleichartigen Problemstellungen am stärksten empfundene Mangel. Innovationen, die diesen Mangel beseitigen, lassen eine günstige Entwicklung des eigenen Unternehmens erwarten.

## Die 4 Grundprinzipien
1. Konzentration der Kräfte auf Stärkenpotenziale, Abbau von Verzettelung
2. Orientierung der Kräfte auf eine engumrissene Zielgruppe
3. In die Lücke (Marktnische) gehen
4. Sich in die Tiefe der Problemlösung entwickeln, Marktführerschaft anstreben

## EKS-Bilanz
Richard Seeger hat die von Wolfgang Mewes im Jahr 1971 publizierte Spannungsbilanz zur EKS-Bilanz weiterentwickelt. Als kybernetisches Steuerungssystem erfasst die EKS-Bilanz neben bilanziellem Vermögen auch nicht-monetäre Faktoren und ermöglicht dadurch, die Anziehungskraft auf den jeweiligen Minimumfaktor zu verstärken. Die EKS-Bilanz vereint somit das klassische Rechnungswesen mit der Engpassanlyse und einer kybernetischen Kalkulation. Die EKS-Bilanz soll dazu dienen, die sich selbst gesteckten strategischen Ziele zu erreichen und somit zu einer verbesserten Marktstellung zu gelangen. Sie zeigt zudem auf, ob die aktuelle Strategie richtig ist und weitergeführt werden sollte oder zukünftig zu negativen Ergebnissen führt.

## Kybernetische Managementlehre (EKS)
Mewes gilt als Pionier der kybernetischen Managementlehre in Deutschland. Auch Protagonisten der EKS gewichten deren Bedeutung und Wirkung differenziert. Nach Malik besteht die Besonderheit der EKS in ihrer dynamischen Form der Spezialisierung. Damit trage sie maßgeblich zur Komplexitätsbewältigung bei und zeige in der Orchestrierung mit weiteren kybernetischen Tools eine große Bedeutung für das Management komplexer Systeme. Als Inhaber der Markenschutzrechte reklamiert auch Seeger eine Deutungshoheit für sich. Danach bilde die Neufassung der Kybernetischen Managementlehre (EKS) eine Synthese zwischen den bisherigen Machtlehren und den neueren Erkenntnissen der Kybernetik. Insbesondere darin liege ihre epochale Bedeutung.
Mewes zeigt die Wege auf zur Erreichung einer strategischen Schlüsselposition von Einzelpersonen (Angestellte, Freiberufler und Unternehmer) und der damit zu erreichenden Verbesserung der Macht- und Abhängigkeitsverhältnisse im Mosaik sozio-ökonomischer Einheiten (Abteilungen, Betrieben und Märkten). Die so verstandene EKS sei demnach auch eine Strategie zur wirkungsvollen Förderung von Karrieren in nahezu allen Berufen.
Die kybernetische Managementlehre (EKS) präsentiert sich als Alternative bzw. Ergänzung zur etablierten Betriebswirtschaftslehre. Wird ein Unternehmen allein nach der traditionellen Betriebswirtschaftslehre geführt, so wie sie in den 1980er Jahren konzipiert war, fehle die nötige Dynamik zur Verwirklichung von Innovationen und Entwicklung von Wettbewerbsvorsprüngen. Auch sei das Rechnungswesen einseitig auf die Erfassung und Vermehrung des Bilanzvermögens ausgerichtet. Als evolutionäres Gesellschafts- und Wirtschaftsmodell mit einer an der Kybernetik orientierten Führung sei diese EKS eine bessere Lösung für die Unternehmen. Die kybernetische Managementlehre (EKS) unterscheidet sich auch von der später publizierten EKS-Strategie mit ihrem Phasen-Modell. Zentraler Kern der kybernetischen Managementlehre (EKS) ist eine bereits in den 1970er Jahren von Wolfgang Mewes präsentierte und an Entwicklungsengpässen ausgerichtete Kalkulationsmethode und Balanced Scorecard.
Die EKS wurde 1976 während einer Studie im Rahmen des European Management Programmes ESCAE Amiens im internationalen Vergleich der kybernetischen Managementmodelle als die erfolgversprechendste Strategie bewertet.
In einer weltweit angelegten Untersuchung von Erfolgsmodellen an der Hochschule Pforzheim erzielte auch die Neufassung der kybernetischen Managementlehre (EKS) mit 16 von 18 Punkten den ersten Rang, gefolgt von den Modellen nach Chorev und Anderson mit 14 Punkten. Dabei weise die EKS auch die höchste Praxistauglichkeit auf.
Richard Seeger, der ein Bearbeitungsrecht im Sinne des § 3 UrhG an Mewes’ Werk hat, entwickelt E-Learning-Kurse, EKS-Bilanzen und Programme zur Unternehmenssteuerung auf der Basis der kybernetischen Managementlehre (EKS). Die Vorarbeiten für das aktuell in der Entwicklung befindliche KI-Projekt hatte Seeger bereits in den frühen 1990er Jahren geleistet.
Ganz allgemein ermöglichten die mit EKS bereitgestellten Tools die Regelung und Steuerung von Projekten, Unternehmen und Organisationen.